# オタマーン・スィージル・ビールィイ (フリゲート)
U132 オタマーン・スィージル・ビールィイ(ウクライナ語:U132 Отаман Сидір Білийオタマーン・スィーヂル・ビールィイ)は、ウクライナの保有したフリゲート(Фрегат)である。独立ウクライナにとっては最初の艦艇であり、ロシア連邦軍の指揮下からウクライナへの脱出事件を起こしたことでも知られる。艦名は、18世紀の黒海コサック軍のキーシュのオタマーン、スィージル・ビールィイに因んだもの。正式にはU132としか呼ばれなかったが、本格的に運用されればこの名称が用いられる予定であった。

## 概要

### 建造
U132 オタマーン・スィージル・ビールィイは、ソ連時代に計画・建造されたディーゼル・ガスタービン混合機関搭載対潜艦艇である159-A号計画型警備艦の9番艦として建造された。1967年4月26日にはロシア共和国・カリニングラートの沿バルト海造船工場「ヤンターリ」で起工、同年8月15日には進水した。1968年1月12日には、警備艦(Сторожевой корабль)のSKR-112(СКР-112)として正式にソ連海軍に登録された。その年の5月30日には竣工し、6月11日付けで二重赤旗受賞バルト艦隊に配備された。
しかし、その年の9月21日には黒海艦隊に配備替えとなり、艦の行動の取れる秋の内に長距離に及ぶ回航が実施された。バルチースクを出航したSRK-112は、ヨーロッパを大きく廻り地中海を経由して黒海沿のセヴァストーポリに到着した。

### ソ連時代
1969年8月30日から1970年1月31日にかけては、地中海海域における軍事作戦で実戦行動に従事した。これは、中東戦争のためエジプトを支援するためのものであった。
1980年5月27日から1981年2月10日にかけては、セヴァストーポリのS・オルジョニキーゼ記念セヴモルザヴォードで中期修理を受けた。その後は大きな事件に出遭うこともなく、平穏に生涯を閉じるはずであった。しかし、そうしたSKR-112の平凡な後半生は1991年のソビエト連邦の崩壊により大きく舵が切られることとなった。

### ウクライナの独立
ソ連から念願の独立を果たしたウクライナは、広大な黒海を抱えることとなった。海洋国家を自認するウクライナは、その実力を行使するため強力な海軍の建設を熱望した。この方針は全黒海艦隊を掌中に収めておこうと図るロシア連邦と真っ向から対立した。
1991年の独立後、ウクライナでは国家海軍の建設に拍車が掛かった。ロシア連邦黒海艦隊の警備艦SKR-112が新しいウクライナの国旗を掲揚しウクライナ本土へ逃走するという事件が発生したのは、まさにそうした最中の1992年7月21日のことであった。この日、SKR-112はセルヒーイ・ナステーンコ海軍大尉の指揮の下、海軍基地のあったクリミア半島のノヴォオゼールネからオデッサへの無許可航行を敢行した。SKR-112はウクライナ市民へ支持を促すプロパガンダを行い、一方ロシア海軍の司令部は他の艦艇や航空機を以ってこれを激しく追撃した。それをかわし、ようようオデッサに到着したSKR-112はのちに「ウクライナのポチョムキン」と呼ばれるようになった。そして、SKR-112は独立ウクライナ海軍最初の艦艇となった。
ウクライナ・ロシア両国間での協議の結果、1993年7月7日にはロシア海軍を正式に除籍され、独立記念日の8月24日に公式にウクライナ海軍に編入された。艦名はU132に改められ、将来的にはオタマーン・スィージル・ビールィイという艦名が与えられることになった。

### 晩年
U132はセヴァストーポリに戻りそこを母港とした。指揮官であったナステーンコは、ウクライナ海軍の最有力艦であるフリゲート・ヘーチマン・サハイダーチュヌィイの指揮官に就任し長くこれを務めた。
U132は1997年までウクライナ海軍に在籍したが旧式のため本格運用されることはなく、この年に海軍を除籍となった。正式な艦名も与えられることはなく、艦番号すら別の艦に転用されてしまった。
除籍に前後し、ウクライナでは国家独立のひとつのシンボルであるU132を保存する運動があったが商業的見地から無視され、艦は売却の上インケルマーンにて解体された。

## ギャラリー

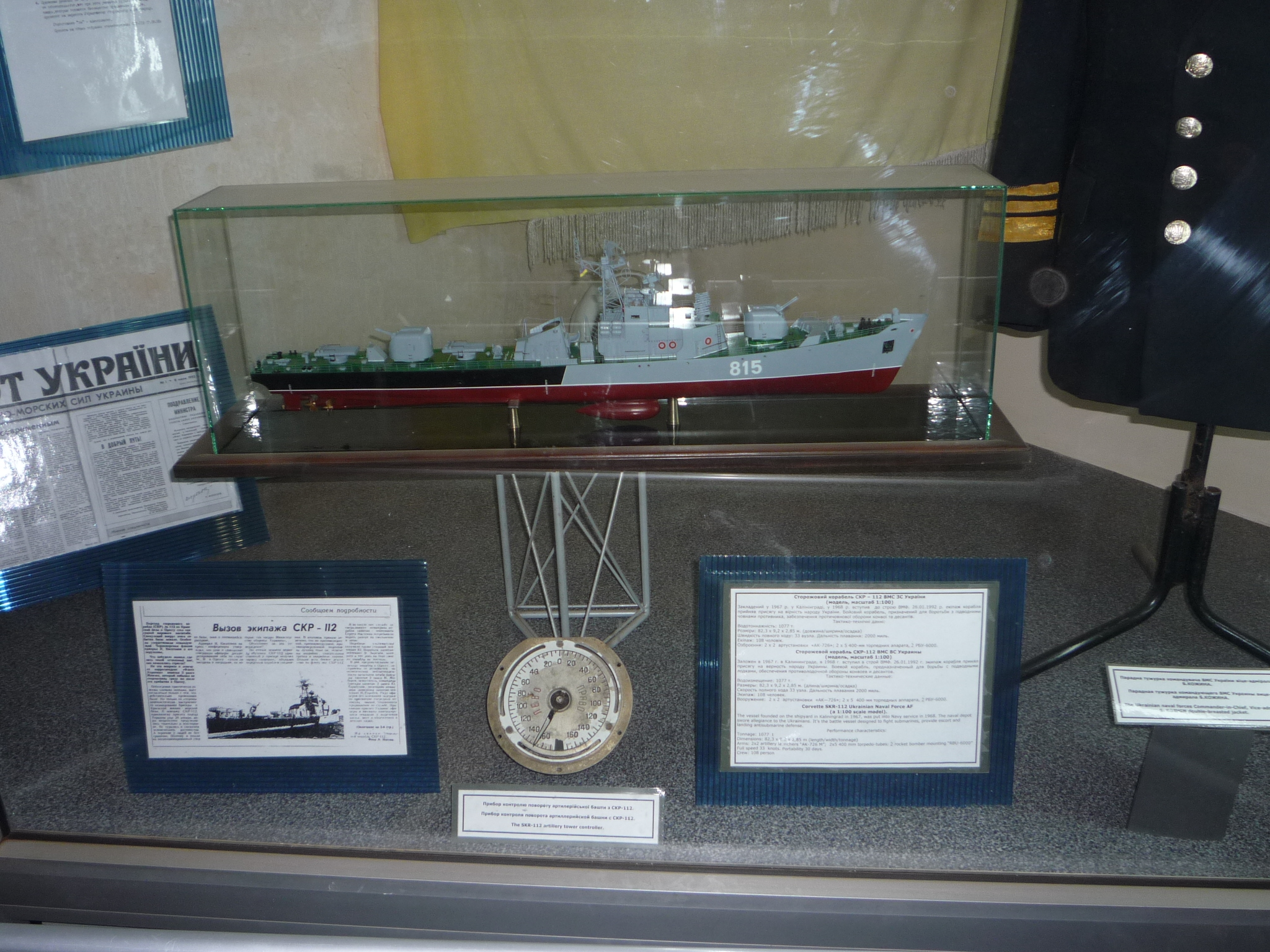
バラクラーヴァのウクライナ海軍博物館に展示されるSKR-112の模型。
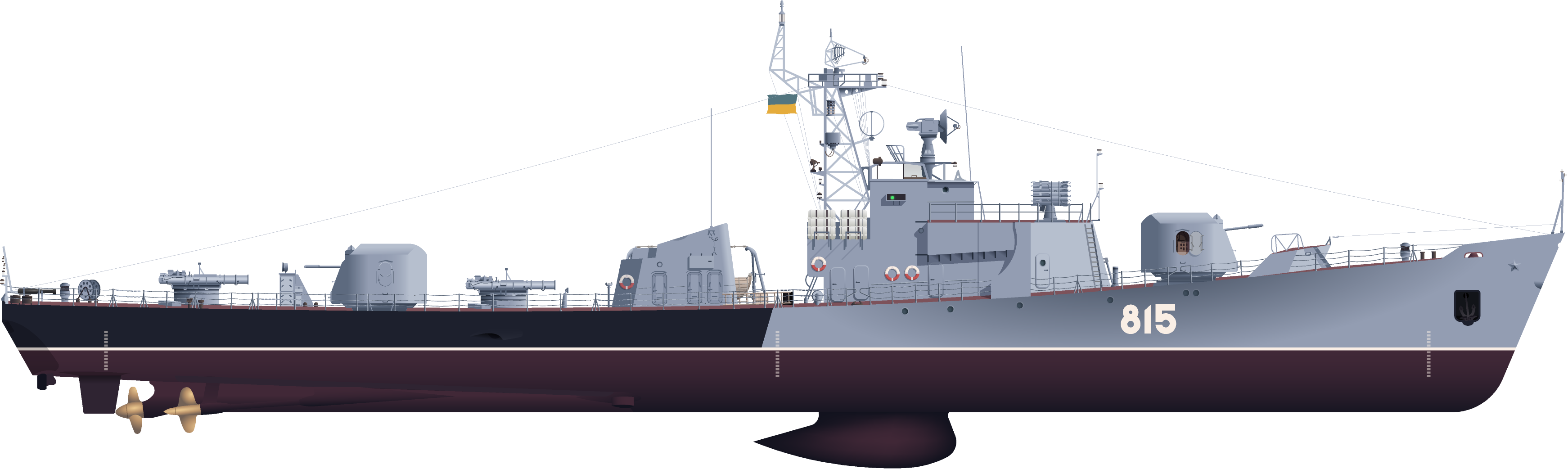
SKR-112

### 画像
- СКР-112 после исключения из состава ВМС Украины (б/н U132), 1994 г. (Сайт «АТРИНА» • Боевые корабли СССР и России • 1945-2005 гг. （ロシア語）より)